# ゲイターボウル
ゲイターボウル（Gator Bowl）は、アメリカ合衆国で年末年始に行われる、カレッジフットボールのボウル・ゲームの1つである。フロリダ州ジャクソンビルに立地するエバーバンク・フィールドで行われる。1946年から毎年行われている、6番目に長い歴史を持つボウル・ゲームであり、初めてテレビで放送されたボウル・ゲームでもある。1995年にBCSの前身であるアライアンスが結成される以前には、ローズボウル、シュガーボウル、オレンジボウル、コットンボウルと共に5大ボウル・ゲームを形成していた。

## 主催団体
ゲイターボウルはゲイターボウル協会（GBA）が主催している。同協会は合衆国法典26編501条(c)(3)項（26 U.S.C. § 501）の定めるところによる非営利団体であり、その収益の一部は北フロリダの教育および若年者育成に充てられている。同協会はゲイターボウル委員280名、チェアマンズクラブ会員90名に加えて、700名以上のボランティアから成り立っている。同協会は下記のミッションを掲げている。

地域経済、全米的なイメージ、およびコミュニティの誇りに対して好ましい影響を最大化するために、カレッジスポーツの中でも最良のもの、および関連する活動を北東フロリダに提供する。

## 歴史
このイベントを思いついたチャールズ・ヒルティ・ジュニアは、レイ・マッカーシー、モーリス・チェリー、W・C・アイビーと共に開催費用として10,000ドルを負担し、1946年1月1日にジャクソンビルのフェアフィールド・スタジアムで最初の試合を行った。ウェイクフォレスト大学とサウスカロライナ大学の対戦となったこの試合はスタジアムの収容人数が小さかったこともあって、入場者数はわずか7,362人であった。しかし、1948年、1949年とスタジアムの拡張を重ね、クレムゾン大学とミズーリ大学が対戦した1949年のゲイターボウルは32,939人を動員した。1970年代には、ゲイターボウルは毎年60,000-70,000人の入場者数を数えるようになった。2010年には、フロリダ州立大学を34年にわたって率い、その間に全米優勝2度、カンファレンス優勝12度を挙げた名将ボビー・ボーデンの最終試合となったゲイターボウルは、史上最多の84,129人を動員した。

### 会場の変遷

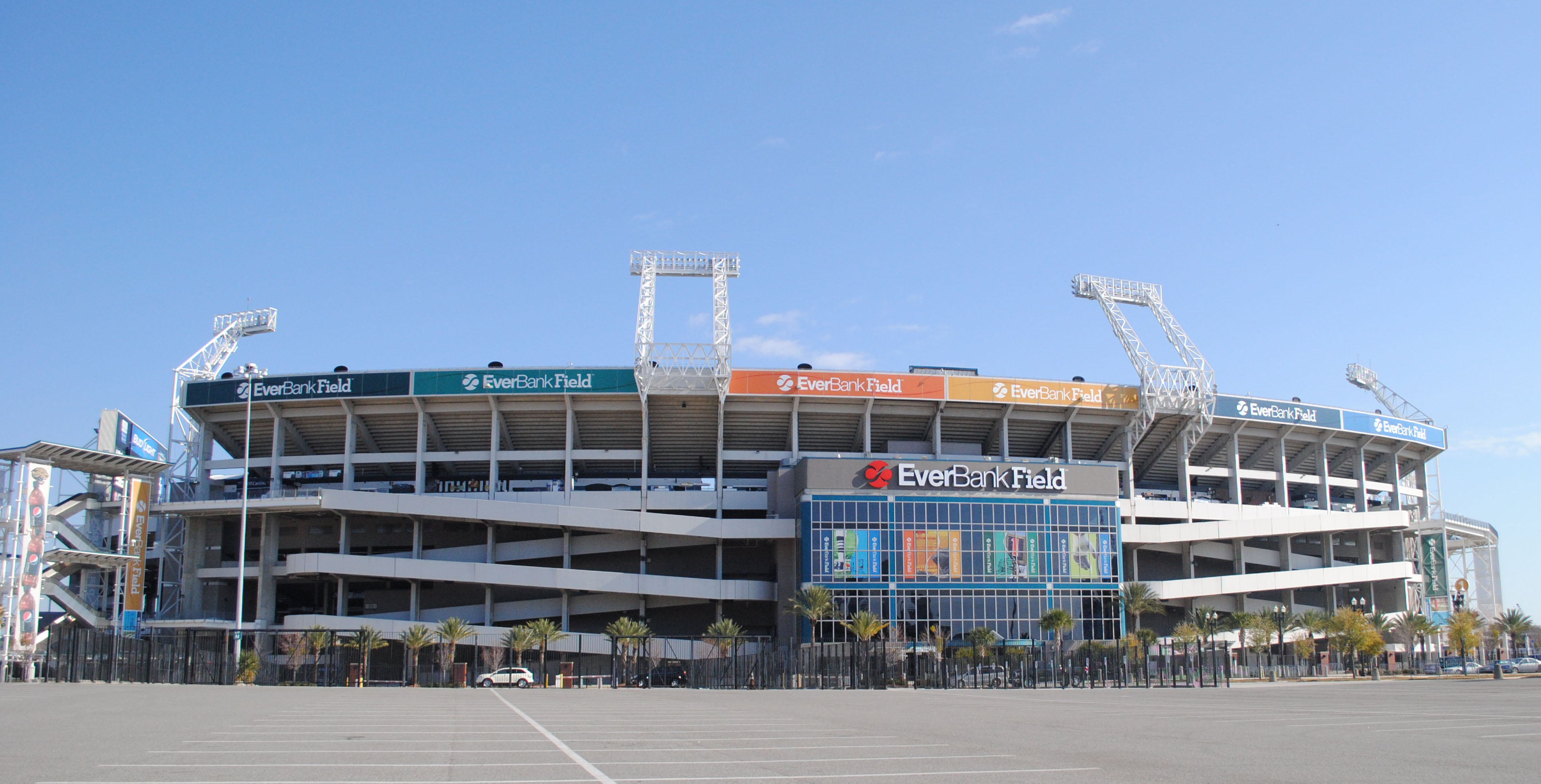
1996年から会場となっているエバーバンク・フィールド

最初の2年間は、ゲイターボウルは1927-28年にかけて建てられた、収容人数7,600人の小さなフェアフィールド・スタジアムで行われた。翌1948年にはこのスタジアムは収容人数16,000人に拡張され、名称もゲイターボウル・スタジアムに改称された。翌1949年には、ゲイターボウル・スタジアムはさらに拡張され、その収容人数は36,058人となった。。その後もゲイターボウル・スタジアムは1957年に62,000人、1974年に72,000人、1984年には80,126人を収容できるスタジアムへと拡張されていった。しかし、NFL誘致のために、老朽化したゲイターボウル・スタジアムは1993年末のゲイターボウルを最後に取り壊されて新しいスタジアムが建てられることになり、翌1994年初から1年8ヶ月かけて工事が行われた。そのため1994年末のゲイターボウルはフロリダ大学のベン・ヒル・グリフィン・スタジアムで行われた。1996年1月1日からは、ゲイターボウルはこの新しく完成したジャクソンビル・ミュニシパル・スタジアム（現エバーバンク・フィールド）で行われている。

### 対戦校の変遷
ゲイターボウルはその初期から、南部の大学同士、もしくは南部の大学対他地域の大学という対戦となることが多かった。初期の1946年から1952年までは、ゲイターボウルはサザン・カンファレンス代表校と一般選出校との対戦であった。1953年から1994年にかけては、サウスイースタン・カンファレンスやアトランティック・コースト・カンファレンスの所属校同士、もしくはこれらのカンファレンスの所属校と他地域の主要カンファレンス（現BCSカンファレンス）の所属校との対戦が多く設定された。APランキング上位校同士の対戦となることも多く、ローズボウル、シュガーボウル、オレンジボウル、コットンボウルと共に5大ボウル・ゲームとしての地位を確立していた。
しかし、1995年にBCSの前身であるアライアンスが結成されると、ゲイターボウルはコットンボウルと共にアライアンス・ボウルからは外れ、シトラスボウルと共に、アライアンス・カンファレンスの2位のチーム同士が対戦する、セカンドクラスのボウル・ゲームとなった。この時、ゲイターボウルはアトランティック・コースト・カンファレンスの2位とビッグ・イースト・カンファレンス（現アメリカン・アスレチック・カンファレンス）の2位の大学が対戦するボウルとなった。これがゲイターボウルの地位低下の始まりであった。2006年にはこの契約が更改され、ビッグ・イースト・カンファレンス2位の大学、ビッグ12カンファレンス2位の大学、ノートルダム大学のいずれかとアトランティック・コースト・カンファレンス3位の大学とが対戦するボウル・ゲームとなった。そして2010年のボウル契約更改では、ゲイターボウルはビッグ・テン・カンファレンスの4位もしくは5位の大学とサウスイースタン・カンファレンスの6位の大学とが対戦するボウル・ゲームになり、コットンボウルやシトラスボウルはおろか、1995年時点では格下であったアウトバックボウルやピーチボウルよりも下の地位のボウル・ゲームとなった。

### スポンサーの変遷
ゲイターボウルに初めてついたスポンサーはマツダで、1986年から5年間ついていた。その後1年はさんで、1992年からは3年間にわたってアウトバック・ステーキハウスがスポンサーについたが、1995年にアウトバックはゲイターボウルを離れ、本社を置くタンパでアウトバックボウルのスポンサーについた。そのアウトバックの後にスポンサーを引き継いだのがトヨタで、1996年から2007年までの12年間スポンサーを務めた。トヨタの後はコニカミノルタが3年間、プログレッシブが2011年に1年だけついた。2012年からは、タックススレイヤー・ドット・コムがスポンサーについている。

## 歴代対戦記録
| 試合開催日        | 勝者                      | 勝者 | 敗者                         | 敗者 |        |
| ----------------- | ------------------------- | ---- | ---------------------------- | ---- | ------ |
| 1946年1月1日      | ウェイクフォレスト大学    | 26   | サウスカロライナ大学         | 14   |        |
| 1947年1月1日      | オクラホマ大学            | 34   | ノースカロライナ州立大学     | 13   |        |
| 1948年1月1日      | ジョージア大学            | 20   | メリーランド大学             | 20   |        |
| 1949年1月1日      | クレムゾン大学            | 24   | ミズーリ大学                 | 23   |        |
| 1950年1月2日      | メリーランド大学          | 20   | ミズーリ大学                 | 7    |        |
| 1951年1月1日      | ワイオミング大学          | 20   | ワシントン・アンド・リー大学 | 7    |        |
| 1952年1月1日      | マイアミ大学 (フロリダ州) | 14   | クレムゾン大学               | 0    |        |
| 1953年1月1日      | フロリダ大学              | 14   | タルサ大学                   | 13   |        |
| 1954年1月1日      | テキサス工科大学          | 35   | オーバーン大学               | 13   |        |
| 1954年12月31日    | オーバーン大学            | 33   | ベイラー大学                 | 13   |        |
| 1955年12月31日    | ヴァンダービルト大学      | 25   | オーバーン大学               | 13   |        |
| 1956年12月29日    | ジョージア工科大学        | 21   | ピッツバーグ大学             | 14   |        |
| 1957年12月28日    | テネシー大学              | 3    | テキサスA&M大学              | 0    |        |
| 1958年12月27日    | ミシシッピ大学            | 7    | フロリダ大学                 | 3    |        |
| 1960年1月2日      | アーカンソー大学          | 14   | ジョージア工科大学           | 7    |        |
| 1960年12月31日    | フロリダ大学              | 13   | ベイラー大学                 | 12   |        |
| 1961年12月30日    | ペンシルベニア州立大学    | 30   | ジョージア工科大学           | 15   |        |
| 1962年12月29日    | フロリダ大学              | 17   | ペンシルベニア州立大学       | 7    |        |
| 1963年12月28日    | ノースカロライナ大学      | 35   | 空軍士官学校                 | 0    |        |
| 1965年1月2日      | フロリダ州立大学          | 36   | オクラホマ大学               | 19   |        |
| 1965年12月31日    | ジョージア工科大学        | 31   | テキサス工科大学             | 21   |        |
| 1966年12月31日    | テネシー大学              | 18   | シラキュース大学             | 12   |        |
| 1967年12月30日    | フロリダ州立大学          | 17   | ペンシルベニア州立大学       | 17   |        |
| 1968年12月28日    | ミズーリ大学              | 35   | アラバマ大学                 | 10   |        |
| 1969年12月27日    | フロリダ大学              | 14   | テネシー大学                 | 13   |        |
| 1971年1月2日      | オーバーン大学            | 35   | ミシシッピ大学               | 28   |        |
| 1971年12月31日    | ジョージア大学            | 7    | ノースカロライナ大学         | 3    |        |
| 1972年12月30日    | オーバーン大学            | 24   | コロラド大学                 | 3    |        |
| 1973年12月29日    | テキサス工科大学          | 28   | テネシー大学                 | 19   |        |
| 1974年12月30日    | オーバーン大学            | 27   | テキサス大学                 | 3    |        |
| 1975年12月29日    | メリーランド大学          | 13   | フロリダ大学                 | 0    |        |
| 1976年12月27日    | ノートルダム大学          | 20   | ペンシルベニア州立大学       | 9    |        |
| 1977年12月30日    | ピッツバーグ大学          | 34   | クレムゾン大学               | 3    |        |
| 1978年12月29日    | クレムゾン大学            | 17   | オハイオ州立大学             | 15   |        |
| 1979年12月28日    | ノースカロライナ大学      | 17   | ミシガン大学                 | 15   |        |
| 1980年12月29日    | ピッツバーグ大学          | 37   | サウスカロライナ大学         | 9    |        |
| 1981年12月28日    | ノースカロライナ大学      | 31   | アーカンソー大学             | 27   |        |
| 1982年12月30日    | フロリダ大学              | 31   | ウェストバージニア大学       | 12   |        |
| 1983年12月30日    | フロリダ大学              | 14   | アイオワ大学                 | 6    |        |
| 1984年12月28日    | オクラホマ州立大学        | 21   | サウスカロライナ大学         | 14   |        |
| 1985年12月30日    | フロリダ州立大学          | 34   | オクラホマ州立大学           | 23   |        |
| 1986年12月27日    | クレムゾン大学            | 27   | スタンフォード大学           | 21   |        |
| 1987年12月31日    | ルイジアナ州立大学        | 30   | サウスカロライナ大学         | 13   |        |
| 1989年1月1日      | ジョージア大学            | 34   | ミシガン州立大学             | 27   |        |
| 1989年12月30日    | クレムゾン大学            | 27   | ウェストバージニア大学       | 7    |        |
| 1991年1月1日      | ミシガン大学              | 35   | ミシシッピ大学               | 3    |        |
| 1991年12月29日    | オクラホマ大学            | 48   | バージニア大学               | 14   |        |
| 1992年12月31日    | フロリダ大学              | 27   | ノースカロライナ州立大学     | 10   |        |
| 1993年12月31日    | アラバマ大学              | 24   | ノースカロライナ大学         | 10   |        |
| 1994年12月30日    | テネシー大学              | 45   | バージニア工科大学           | 23   |        |
| 1996年1月1日      | シラキュース大学          | 41   | クレムゾン大学               | 0    |        |
| 1997年1月1日      | ノースカロライナ大学      | 20   | ウェストバージニア大学       | 13   |        |
| 1998年1月1日      | ノースカロライナ大学      | 42   | バージニア工科大学           | 3    |        |
| 1999年1月1日      | ジョージア工科大学        | 35   | ノートルダム大学             | 28   |        |
| 2000年1月1日      | マイアミ大学 (フロリダ州) | 28   | ジョージア工科大学           | 13   |        |
| 2001年1月1日      | バージニア工科大学        | 41   | クレムゾン大学               | 20   |        |
| 2002年1月1日      | フロリダ州立大学          | 30   | バージニア工科大学           | 17   |        |
| 2003年1月1日      | ノースカロライナ州立大学  | 28   | ノートルダム大学             | 6    |        |
| 2004年1月1日      | メリーランド大学          | 41   | ウェストバージニア大学       | 7    |        |
| 2005年1月1日      | フロリダ州立大学          | 30   | ウェストバージニア大学       | 18   |        |
| 2006年1月2日      | バージニア工科大学        | 35   | ルイビル大学                 | 24   |        |
| 2007年1月1日      | ウェストバージニア大学    | 38   | ジョージア工科大学           | 35   |        |
| 2008年1月1日      | テキサス工科大学          | 31   | バージニア大学               | 28   |        |
| 2009年1月1日      | ネブラスカ大学            | 26   | クレムゾン大学               | 21   |        |
| 2010年1月1日      | フロリダ州立大学          | 33   | ウェストバージニア大学       | 21   |        |
| 2011年1月1日      | ミシシッピ州立大学        | 52   | ミシガン大学                 | 14   |        |
| 2012年1月2日      | フロリダ大学              | 24   | オハイオ州立大学             | 17   |        |
| 2013年1月1日      | ノースウェスタン大学      | 34   | ミシシッピ州立大学           | 20   |        |
| 2014年1月1日      | ネブラスカ大学            | 24   | ジョージア大学               | 19   |        |
| 2015年1月2日      | テネシー                  | 45   | アイオワ                     | 28   |        |
| 2016年1月2日      | ジョージア                | 24   | ペン州立                     | 17   |        |
| 2016年12月31日    | ジョージア工科            | 33   | ケンタッキー                 | 18   |        |
| 2017年12月30日    | #24 ミシシッピ州立        | 31   | ルイビル                     | 27   | 41,310 |
| 2018年12月31日    | #21 テキサスA&M           | 52   | ノースカロライナ州立         | 13   |        |
| January 2, 2020   | テネシー                  | 23   | Indiana                      | 22   | 61,789 |
| January 2, 2021   | ケンタッキー              | 23   | #24 NC州立                   | 21   | 10,422 |
| December 31, 2021 | #20 Wake Forest           | 38   | Rutgers                      | 10   | 28,508 |
| December 30, 2022 | #19 ノートルダム          | 45   | #20 South Carolina           | 38   | 67,383 |
| December 29, 2023 | クレムソン                | 38   | ケンタッキー                 | 35   | 40,132 |
| January 2, 2025   | #16 ミシシッピ            | 52   | デューク                     | 20   | 31,290 |

 Tennessee's win the January 2020 edition was vacated by the NCAA in July 2023.
Source:

## 註
1. 1 2 3  About the Association. Gator Bowl Association.
2. ↑  DiMarco, Anthony C. The Big Bowl Football Guide. G. P. Putnam's Sons. 1976年. ISBN 9780399118005
3. ↑  Attendance Recap. Gator Bowl Association.
4. ↑  Rawls, Carolina. The Jacksonville Story. Jacksonville's Fifty Years of Progress Association. 1950年.
5. ↑  Team: Jacksonville Jaguars. Pro Football Hall of Fame.
6. ↑  現在のサザン・カンファレンスはディビジョンIのFCSカンファレンスであるが、当時はノースカロライナ大学、ノースカロライナ州立大学、デューク大学、ウェイクフォレスト大学、バージニア工科大学、メリーランド大学（以上、現アトランティック・コースト・カンファレンス）、ウェストバージニア大学（現ビッグ12カンファレンス）、サウスカロライナ大学（現サウスイースタン・カンファレンス）といった、現在はFBSカンファレンスに属する大学も多数所属していた。
7. ↑  同様に、コットンボウルではパシフィック10カンファレンス（現パシフィック12カンファレンス）の2位とビッグ12カンファレンスの2位、シトラスボウルではビッグ・テン・カンファレンスの2位とサウスイースタン・カンファレンスの2位の大学がそれぞれ対戦するボウル・ゲームとなった。
8. ↑  Smits, Garry. Gator Bowl going with SEC next year, severing ACC ties. Florida Times-Union. 2009年10月7日.
9. ↑  Smits, Garry. Gator Bowl lands new deal for title sponsor: Konica Minolta replaces Toyota beginning with this season's game. Florida Times-Union. 2007年9月30日.
10. ↑  Wilhelm, Joe Jr. Progressive Sponsors Gator Bowl. Jacksonville Daily Record. 2010年12月15日.
11. ↑  Sparks, Adam (2023年7月15日). “These Tennessee football wins under Jeremy Pruitt have been vacated” 2023年7月16日閲覧。
12. ↑  “Bowl/All Star Game Records”.  National Collegiate Athletic Association. p. 7 (2023年). 2023年12月29日閲覧。